# Andrij Jarmolenko
Andrij Mykolajovyč Jarmolenko (ukrajinsky Андрій Миколайович Ярмоленко; * 23. října 1989 Leningrad) je ukrajinský profesionální fotbalista, který hraje na pozici křídelníka či útočníka za ukrajinský klub ze FK Dynamo Kyjev a za ukrajinský národní tým, jehož je kapitánem.

## Klubová kariéra

### West Ham United
Dne 11. července 2018 přestoupil Jarmolenko do anglického West Hamu United, ve kterém podepsal čtyřletou smlouvu. Debutoval 12. srpna při prohře 4:0 s Liverpoolem. Své první góly v novém působišti vstřelil 16. září, a to když dvěma brankami pomohl k výhře 3:1 nad Evertonem. Jarmolenko utrpěl 20. října 2018 přetržení Achillovy šlachy v zápase proti Tottenhamu Hotspur; toto zranění jej vyřadilo ze hry do konce sezóny 2018/19.
Jarmolenko se vrátil na hřiště na začátku sezóny 2019/20. 31. srpna 2019 vstřelil svůj první gól po návratu ze zranění při výhře 2:0 nad Norwichem City. V prosinci 2019 si natrhl kyčelní sval a byl opět půlroku mimo hru.
Dne 25. listopadu 2021 se Jarmolenko prosadil v zápase základní skupiny Evropské ligy proti rakouskému Rapidu Vídeň při výhře 2:0. V souvislosti na ruské invazi na Ukrajinu v únoru 2022 dostal Jarmolenko od manažera Davida Moyese několikadenní volno. Vrátil se 13. března, kdy po vystřídání zraněného Michaila Antonia vstřelil gól a pomohl k výhře 2:1 nad Aston Villou. O čtyři dny později se Jarmolenko opět střelecky prosadil, když v prodloužení osmifinále Evropské ligy proti španělské Seville vstřelil gól na konečných 2:0 a pomohl West Hamu k postupu do čtvrtfinále.

## Reprezentační kariéra
V A-mužstvu Ukrajiny debutoval 5. září 2009 v utkání proti hostující Andoře. Odehrál celé střetnutí, Ukrajina vyhrála 5:0 a Jarmolenko při svém debutu vstřelil gól (v 18. minutě první gól střetnutí).
V kvalifikačním cyklu na MS 2014 v Brazílii vstřelil 26. března 2013 jeden gól proti hostujícímu Moldavsku, přispěl tak k vítězství 2:1. Ukrajina zůstala s 8 body z pěti zápasů na čtvrtém místě v tabulce základní skupiny H.

### EURO 2012
Zúčastnil se domácího Mistrovství Evropy ve fotbale 2012, které Ukrajina spolupořádala s Polskem. Odehrál na turnaji všechny tři zápasy svého týmu, postupně 11. června výhra 2:1 nad Švédskem (přihrával na první gól Andriji Ševčenkovi), 15. června prohra 0:2 s Francií a 19. června porážka 0:1 s Anglií. Ukrajinské mužstvo skončilo se třemi body na nepostupové třetí příčce základní skupiny D.

### EURO 2016
Trenér Mychajlo Fomenko jej zařadil do závěrečné 23členné nominace na EURO 2016 ve Francii.